# 蔡博真
蔡博真（1905年—1931年2月7日），广东梅县人，中共党员，曾任中共江苏省委沪中区委书记，龙华二十四烈士之一。

## 生平
广州中山大学毕业。1927年12月参加广州起义。起义失败后流亡苏联。1928年底回国，任中共上海闸北区委宣传部部长。1930年9月任中共江苏省委沪中区委书记。1931年1月17日下午在上海天津路275号中山旅社（今天津路480号人民旅社）6号房间中共江苏省委的秘密联络点，因遭人举报被捕。1931年2月7日被枪杀于淞沪警备司令部龙华看守所刑场。
与他同时被枪杀的还有他的妻子共青团闸北区委书记伍仲文。

## 囚车上的婚礼
1929年，伍仲文调到蔡博真所在闸北区委，两人在工作中相爱了。1931年1月17日，蔡博真和伍仲文等30多名同志同时遭到敌人逮捕。1月23日在被引渡到龙华淞沪警备司令部的囚车中，同志们为他俩举行一场特殊的婚礼。